# Pierre Louis Dulong
Pierre Louis Dulong, (Rouen, 12. veljače 1785. – Pariz, 19. srpnja 1838.), bio je francuski kemičar i fizičar.
Dulong je prvo radio kao učitelj, a kasnije je radio na Collège de France, bio predavač na École normale supérieure, kao i profesor na Faculté des sciences, a kasnije i na École polytechnique, gdje je na kraju postao ravnatelj. Bio je član Francuske akademije znanosti.  
Dulong je bio jedan od najprestižnijih fizičara i kemičara svog vremena. Zajedno s Alexisom Thérèseom Petitom napravio je važno otrkiće, da nekoliko slobodnih elemenata imaju skoro istu specifičnu toplinu. Ovaj fenomen je poznat pod nazivom Dulongov zakon ili Dulong-Petitov zakon. Druga istraživanja koja su on i Petit proveli bila su vezana za hlađenje vrućih tijela i toplinsko širenje. 
Zajedno s Françoisom Aragom, Dulong je izveo na zahtjev Francuske akademije znanosti istraživanja o promjeni ponašanja plinova pri različitim tlakovima, kao i na tlakovima zasićene vodene pare (između 100 i 214°C).
Dulong je proveo i detaljno ispitivanje prelamanja svjetla kod plinova i funkciju promjene topline pri izgaranju nekog tijela, kao i tijekom života životinja. Ovi važni pokušaji prekinula je njegova smrt. Izumio je jaki eksploziv dušikov triklorid zbog čega je doživio i nesreću, ostao je bez oka i dva prsta (1811.) Njegovo ime nalazi se na popisu 72 znanstvenika ugraviranih na Eifellovom tornju.